# Allopauropus brachypodus
Allopauropus brachypodus är en mångfotingart som beskrevs av Ulf Scheller 1994. Allopauropus brachypodus ingår i släktet småfåfotingar, och familjen fåfotingar. Inga underarter finns listade i Catalogue of Life.